# Alfred Drögemüller
Alfred Drögemüller (* 22. September 1913 in Hamburg; † 8. Juli 1988 in Berlin) war ein deutscher KPD-Funktionär, Widerstandskämpfer gegen das NS-Regime und marxistisch-leninistischer Historiker. In der DDR lehrte er an der Parteihochschule „Karl Marx“ und der Außenstelle des Franz-Mehring-Instituts in Berlin-Biesdorf.

## Leben
Drögemüller, Sohn eines Malergehilfen, absolvierte nach dem Besuch der Volksschule und dem Abitur an der Lichtwarkschule eine kaufmännische Ausbildung. Er wurde 1928 Mitglied des Sozialistischen Schülerbundes, 1929 Mitglied der SAJ. 1930 schloss er sich dem KJVD und der KPD an und wurde Volontär bei der kommunistischen Hamburger Volkszeitung. Ab 1932 war er hauptamtlicher KPD-Funktionär.
Nach der Machtergreifung der Nationalsozialisten war er auch weiterhin illegal für die KPD tätig. Im Mai 1934 emigrierte Drögemüller nach Dänemark und betätigte sich an der Grenzarbeit in Nordschleswig. Von September 1937 bis März 1939 hielt er sich in Göteborg auf, wurde dort schließlich verhaftet und nach Dänemark abgeschoben. Dort zunächst KPD-Instrukteur für Kiel, war er ab 1941 Leiter der KPD-Emigration in Dänemark sowie – nach der Gründung der Bewegung „Freies Deutschland“ in Dänemark – Redakteur der Zeitung Deutsche Nachrichten.
Im Dezember 1945 kehrte Drögemüller nach Deutschland zurück. Zunächst wurde er in der Sowjetischen Besatzungszone Dritter Sekretär der KPD-Kreisleitung Schwerin, von März bis Juni 1946 besuchte er die Parteihochschule in Liebenwalde. Im Juli 1946 übersiedelte er in die Britische Besatzungszone und wurde Instrukteur für Hamburg und Schleswig-Holstein. Ab Oktober 1946 war er Sekretär der KPD-Landesleitung Hamburg. Ab Mai 1948 war Drögemüller beim Parteivorstand (PV) der KPD in Frankfurt am Main, ab September 1950 beim PV in Düsseldorf für die Zeitschrift Wissen und Tat als Chefredakteur tätig.
Im Februar 1951 wurde Drögemüller in der DDR verhaftet und des Trotzkismus beschuldigt. Er blieb bis September 1953 ohne Anklage inhaftiert, anschließend wurde er inoffiziell rehabilitiert. Nach seiner Freilassung wurde ihm nicht erlaubt, in die Bundesrepublik zurückzukehren, außerdem musste er in späteren Lebensläufen angeben, in den zweieinhalb Jahren Haft „zur Disposition des ZK“ gestanden zu haben. Im Dezember 1953 wurde Drögemüller, nunmehr als SED-Mitglied, Redakteur der Sächsischen Zeitung in Dresden. Ab 1955 war er am Institut für Gesellschaftswissenschaften beim ZK der SED beschäftigt, von 1957 bis 1960 studierte er an der Parteihochschule „Karl Marx“ und promovierte dort 1961 zum Dr. phil. mit einer Dissertation über „Die Spaltung Deutschlands durch die imperialistischen Westmächte und die deutsche Großbourgeoisie und der Kampf der Arbeiterklasse und der patriotischen Kräfte Westdeutschlands für ein demokratisches und friedliebendes Deutschland (1947 – Mitte 1949)“. Anschließend war er dort als Dozent für die Geschichte der Arbeiterbewegung tätig. Von 1970 bis 1976 war er Dozent der Außenstelle des Franz-Mehring-Instituts in Berlin-Biesdorf. 
Er war mit Grete Schöneck verheiratet. Seine Urne wurde auf dem Zentralfriedhof Berlin-Friedrichsfelde in der Gräberanlage für Opfer des Faschismus und Verfolgte des Naziregimes beigesetzt.
1990 wurde Drögemüller endgültig von der PDS rehabilitiert.

## Auszeichnungen
- Vaterländischer Verdienstorden in Silber (1973) und in Gold (1978)
- Ehrenspange zum Vaterländischen Verdienstorden (1983)

## Schriften
- Die Spaltung Deutschlands durch die imperialistischen Westmächte und die deutsche Großbourgeoisie und der Kampf der Arbeiterklasse und der patriotischen Kräfte Westdeutschlands für ein demokratisches und friedliebendes Deutschland (Ende 1947 bis Mitte 1949). IfG beim ZK der SED, Berlin 1961 (Dissertation).